# Håvard Nielsen
Håvard Nielsen (Oslo, 15 de julio de 1993) es un futbolista alemán que juega en la demarcación de delantero para el Hannover 96 de la 2. Bundesliga.

## Selección nacional
Tras jugar en varias categorías inferiores, finalmente debutó con la selección de fútbol de Noruega el 14 de noviembre de 2012 en un partido amistoso contra Hungría que finalizó con un resultado de 0-2 a favor del conjunto noruego tras los goles de Mohammed Abdellaoue y del propio Nielsen.

### Goles internacionales
| # | Fecha                   | Estadio                                  | Oponente | Gol | Resultado | Competición                         |
| - | ----------------------- | ---------------------------------------- | -------- | --- | --------- | ----------------------------------- |
| 1 | 14 de noviembre de 2012 | Estadio Ferenc Puskás, Budapest, Hungría | Hungría  | 0-1 | 0-2       | Amistoso                            |
| 2 | 13 de octubre de 2014   | Ullevaal Stadion, Oslo, Noruega          | Bulgaria | 2-1 | 2-1       | Clasificación para la Eurocopa 2016 |

## Clubes
| Club                            | País     | Año       | Partidos | Goles |
| ------------------------------- | -------- | --------- | -------- | ----- |
| Vålerenga Fotball               | Noruega  | 2009-2012 | 51       | 9     |
| Red Bull Salzburgo              | Austria  | 2012-2014 | 43       | 5     |
| Eintracht Braunschweig (cedido) | Alemania | 2014-2015 | 48       | 12    |
| Red Bull Salzburgo              | Austria  | 2015      | 12       | 0     |
| SC Friburgo                     | Alemania | 2016-2017 | 11       | 0     |
| Fortuna Düsseldorf              | Alemania | 2017-2019 | 24       | 0     |
| Fortuna Düsseldorf II           | Alemania | 2019      | 1        | 1     |
| MSV Duisburgo (cedido)          | Alemania | 2019      | 17       | 4     |
| SpVgg Greuther Fürth            | Alemania | 2019-2022 | 95       | 20    |
| Hannover 96                     | Alemania | 2022-     | 94       | 17    |

## Palmarés

### Campeonatos nacionales
| Título        | Club               | País     | Año  |
| ------------- | ------------------ | -------- | ---- |
| 2. Bundesliga | SC Friburgo        | Alemania | 2016 |
| 2. Bundesliga | Fortuna Düsseldorf | Alemania | 2018 |